# Dohrniphora dohrni
Dohrniphora dohrni är en tvåvingeart som beskrevs av Dahl 1898. Dohrniphora dohrni ingår i släktet Dohrniphora och familjen puckelflugor.
Artens utbredningsområde är Bismarckarkipelagen. Inga underarter finns listade i Catalogue of Life.